# Трансакційні витрати
Трансакційні витрати (англ. transaction cost) включають витрати на одержання необхідної інформації про ціни та якість товарів, а також витрати, пов'язані з веденням переговорів, оформленням контрактів та укладенням угод, контролем за їх виконанням і юридичним захистом прав власника у разі їх порушення.
Збільшення масштабів фірми шляхом включення до її складу сполучених виробництв веде до зниження трансакційних витрат. Проте паралельно через збільшення розмірів фірми і ускладнення її структури починають зростати витрати на управління. Оптимальний розмір фірми буде досягнуто тоді, коли економія від скорочення трансакційних витрат, пов'язана з подальшим збільшенням фірми, виявиться рівною додатковим витратам на управління.

## Історія виникнення і розвитку
Ідею про те, що операції складають основу економічного мислення, запровадив економіст інституціонального напрямку Джон Р. Коммонс (1931). Він висловився наступним чином:
|                                                                                                | Ці індивідуальні дії насправді є трансакціями замість або індивідуальної поведінки, або "обміну" товарами. Саме цей перехід від товарів та приватних осіб до угод та робочих правил колективних дій знаменує перехід від класичної та гедоністичної школи до інституціональної школи економічного мислення. Зміни - це зміна остаточної одиниці економічного розслідування. Класичні та гедоністичні економісти з їхніми комуністичними та анархістичними відгалуженнями засновували свої теорії на ставленні людини до природи, але інституціоналізм - це відношення людини до людини. Найменшою одиницею класичних економістів був товар, вироблений робочою силою. Найменшою одиницею гедоністичних економістів був той самий або подібний товар, яким користувалися кінцеві споживачі. Одне було об’єктивною стороною, інше - суб’єктивною стороною того самого відношення між індивідом і силами природи. Результатом, в будь-якому випадку, стала матеріалістична метафора автоматичної рівноваги, аналогічна хвилям океану, але персоніфікована як "пошук їх рівня". Але найменшою одиницею інституціональних економістів є одиниця діяльності - операція, з її учасниками. Транзакції втручаються між працею класичних економістів та задоволеннями гедоністичних економістів просто тому, що саме суспільство контролює доступ до природних сил, а транзакції - це не "обмін товарами", а відчуження та придбання фізичними особамиправ власності та свобод, створених суспільством, й, отже, сторонам, про які йде мова, слід домовитись, перш ніж робоча сила зможе виробляти, або споживачі можуть споживати, або товари фізично обміняти ". |
| — John R. Commons, Institutional Economics, American Economic Review, Vol.21, pp.648-657, 1931 | |

Часто вважається, що термін "трансакційні витрати" (transaction cost) був придуманий Рональдом Коузом, який використовував його для розробки теоретичної основи для прогнозування того, коли певні економічні завдання будуть виконуватися фірмами, а коли вони будуть виконуватися ринком. Однак цей термін фактично відсутній у його ранніх роботах до 1970-х років. Хоча він не ввів конкретний термін, Коуз справді обговорював "витрати на використання цінового механізму" (costs of using the price mechanism) у своїй роботі "Природа фірми" 1937 р., в якій вперше обговорює поняття трансакційних витрат і посилається на "витрати на ринкові операції" (costs of market transactions) у своїй фундаментальній праці "Проблема соціальних витрат" (1960). Сам термін "витрати на операції" можна віднести до літератури з монетарної економіки 1950-х років, і, схоже, він не був свідомо "придуманий" якоюсь конкретною особою.
Можна стверджувати, що міркування щодо трансакційних витрат стали найбільш широко відомими у роботі "Економіка трансакційних витрат" (Transaction Cost Economics) Олівера Е. Вільямсона. Сьогодні економіка трансакційних витрат використовується для пояснення ряду різних форм поведінки. Часто це передбачає розгляд "транзакцій" не лише очевидних випадків купівлі-продажу, але й повсякденних емоційних взаємодій, неформальних обмінів подарунків тощо. Олівер Е. Уільямсон, один з найбільш цитованих соціологів на рубежі століття, [2] був нагороджений Нобелівською премією з економіки в 2009 р.
На думку Вільямсона, детермінантами трансакційних витрат є частота, конкретність, невизначеність, обмежена раціональність та опортуністична поведінка.
Щонайменше два визначення поняття "трансакційні витрати" зазвичай використовуються в літературі. Трансакційні витрати широко визначаються Стівеном Н. С. Чунгом як будь-які витрати, які неможливо мислити в умовах "економіки Робінзона Крузо" - іншими словами, будь-які витрати, що виникають внаслідок існування установ. Для Чунга, якщо термін "трансакційні витрати" ще не був настільки популярним в економічних літературах, їх слід більш правильно називати "інституційними витратами".  Але багато економістів, схоже, обмежують це визначення, щоб виключити внутрішні витрати організації. Останнє визначення паралельно ранньому аналізу Коуза щодо "витрат цінового механізму" та походження терміна як ринкової торгової комісії.
Починаючи з широкого визначення, багато економістів запитують, які саме установи (фірми, ринки, франшизи тощо) мінімізують трансакційні витрати на виробництво та розподіл певного товару чи послуги. Часто ці відносини класифікуються за типом договору. Цей підхід іноді потрапляє під рубрику нової інституційної економіки.
Такі технології, пов'язані з Четвертою промисловою революцією, як, зокрема, технологія розподіленого реєстру та блокчейн, швидше за все, зменшать трансакційні витрати порівняно з традиційними формами укладання контрактів.